# 지온인
지온인(일본어: 知恩院 ちおんいん[*])은 교토시 히가시야마구 모리시타쵸에 있는 정토종 총본산 사원이다. 산호는 카쵸잔(華頂山), 본존은 호넨상인상(미에이도), 아미타여래상(아미타당)이고, 개산은 호넨이 했다. 정식이름은 카쵸잔 치온쿄인 오오타니데라(華頂山知恩教院大谷寺)이다.
일본 정토종의 시조인 호넨이 후반생을 지내다가 죽은 연고지에 세워진 사찰로, 현재와 같은 대규모 가람이 건립된 것은 에도 시대 이후이다. 도쿠가와 쇼군가부터 서민까지 널리 믿는 사찰로, 지금도 교토 사람들에게서 친근감을 담아서 "치요인상", "치오인상" 등으로 불리고 있다. 또한 다른 종파에서 몬제키에 해당하는 당주ㆍ주지를 치온인에서는 정토문주(浄土門主)라고 부른다.

## 같이 보기
- 정토교